# EuroAirport Basel-Mulhouse-Freiburg
O EuroAirport Basel-Mulhouse-Freiburg (código IATA: BSL, MLH, EAP; código OACI: LFSB, LSZM) (Aéroport Bâle-Mulhouse-Fribourg em francês; Flughafen Basel-Mülhausen-Freiburg em alemão) é um aeroporto binacional, encontra-se no limite de Saint-Louis e Hésingue, na França, que serve as cidades de Basileia na Suíça, Mulhouse em França e Friburgo em Brisgóvia na Alemanha.

## Estatuto internacional do EuroAirport
Este aeroporto possui características peculiares, dado que é um dos poucos operados em conjunto por dois países, a França e a Suíça. Embora geograficamente situado em território francês, a sua gestão foi estabelecida em 1946 por um acordo que definia que tanto a França como a Suíça podiam utilizar este aeroporto sem qualquer tipo de restrição fronteiriça ou alfandegária. O aeroporto tem 8 membros de cada país.
Em termos estruturais, o aeroporto está dividido em duas zonas, uma que serve o lado francês (espaço "Schengen", e outra o lado suíço. A meio do terminal de aeroporto, existe uma alfândega que serve de fronteira entre as duas zonas. Com a adesão da Suíça aos acordos de Schengen, a alfândega entre as duas zonas está frequentemente vazia.
Devido ao seu particular status internacional, o EuroAirport tem três códigos IATA: BSL (Basel), MLH (Mulhouse) e EAP (EuroAirport-código internacional).
O facto de este aeroporto possuir três códigos implica a existência de diferentes tarifas de/e para os dois lados (francês e suíço), assim como bilhetes com a diferenciação entre códigos. Por exemplo, um voo da Air France de MLH para CDG pode ser mais barato que um de BSL para CDG.
Algumas companhias aéreas têm o seu balcão de check-in apenas de um dos lados do aeroporto. Por exemplo, a easyJet está do lado suíço. Um passageiro da easyJet que vá de França para Espanha, tem de passar do lado suíço para o francês. Nestes casos, o voo da easyJet é considerado internacional.

## História

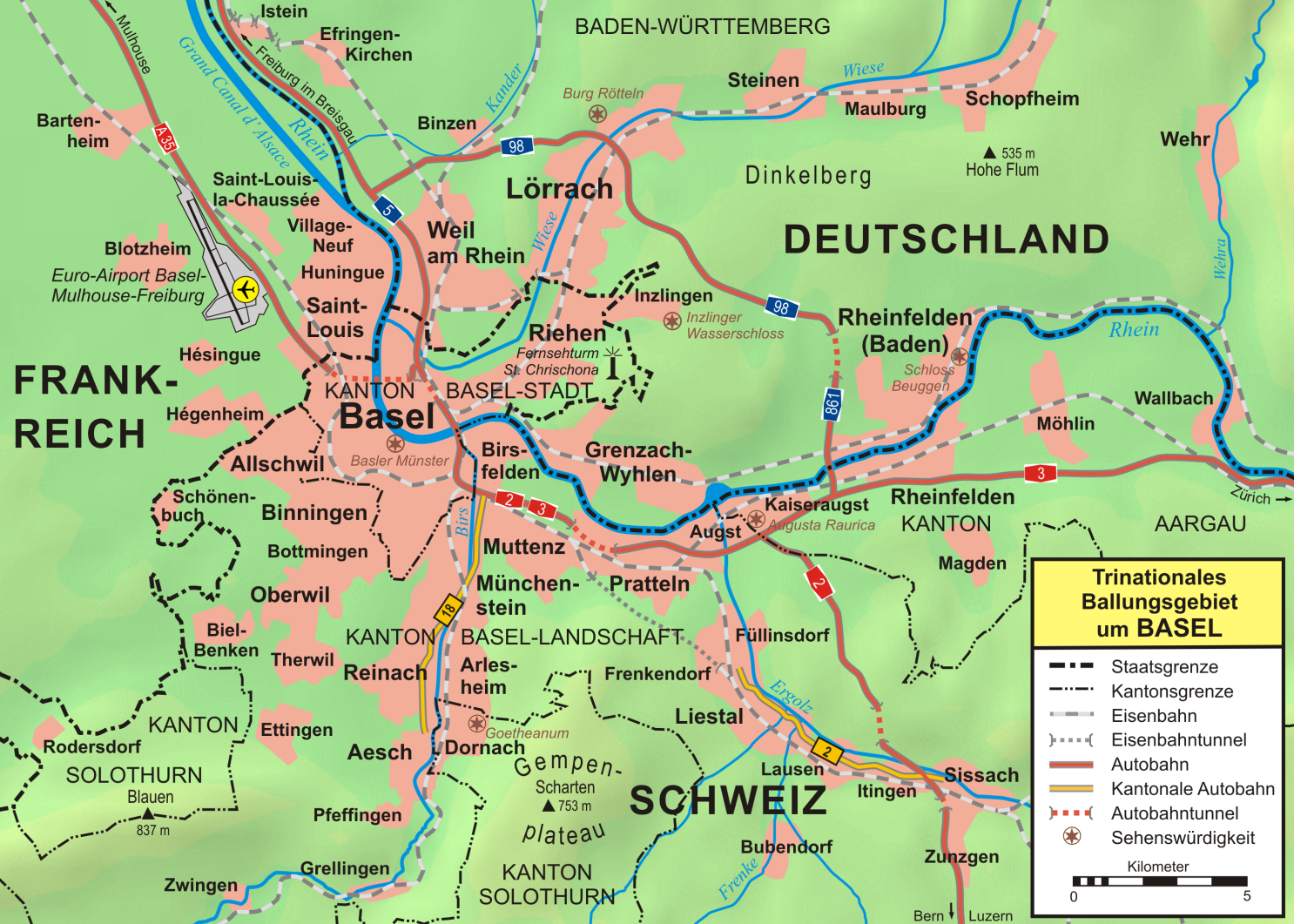
Localização do aeroporto (zona superior esquerda)

A construção de um aeroporto operado em conjunto pela França e Suíça data dos anos 30 mas, devido à 2ª Guerra Mundial, o plano foi adiado.
Em 1946, as negociações foram re-abertas, acordando-se que a localização do novo aeroporto seria em Blotzheim, a 4 km a norte da cidade. A França providenciaria o terreno e a Suíça a construção. O parlamento suíço (Grosser Rat) concordou em pagar os custos ainda antes de o acordo ser assinado (o acordo data de 1949). A construção teve início em 8 de Março de 1946, sendo provisoriamente aberto em 8 de Maio do mesmo ano, com uma pista de 1200m.
Entre o Outono de 1951 e a Primavera de 1953, a pista este-oeste foi ampliada para 1600 m, e a estrada de acesso ("Zollfreistrasse") foi construída, permitindo o acesso de Basel para o terminal de partidas sem passar pelo controlo fronteiriço francês.
Em 1960, o primeiro projecto de ampliação do aeroporto foi aprovado por referendo, em Basel, sendo sucessivamente ampliado nas décadas seguintes. A pista norte-sul foi aumentada para 3900 m, em 1972. Em 1984, o volume de tráfego atingiu um milhão de passageiros.
Em 1987, o aeroporto altera a sua designação oficial para Euro-Airport Basel-Mulhouse-Freiburg. Em 1992, atinge os dois milhões de passageiros e, seis anos mais tarde, os três milhões. Este contínuo aumento implica nova ampliação do terminal com uma nova zona em forma de "Y"; esta ampliação teve lugar em duas fases, sendo a primeira em 2002 e a segunda em 2005. Neste período, o aeroporto registou uma quebra no tráfego de passageiros, dada a falência da Swissair. No entanto, com a entrada da easyJet, o fluxo aumenta de novo, atingindo os 4 milhões em 2006.